# Étienne Blosset de Carrouges
Pour les articles homonymes, voir Carrouges (homonymie).

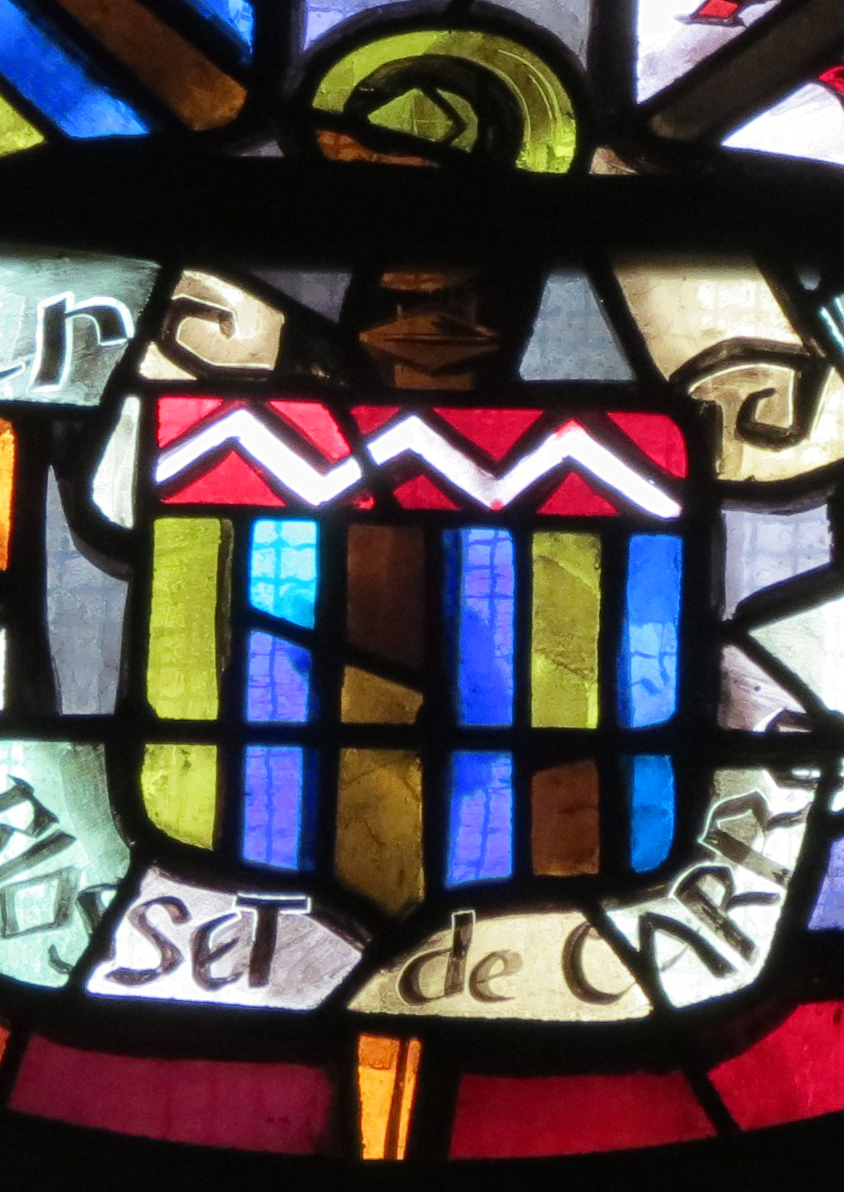

Étienne Blosset de Carrouges, d'une noble famille de Normandie, mort le 31 octobre 1505, est un prélat français, évêque de Lisieux au XVe siècle et au début du XVIe.

## Biographie
Il est le deuxième fils de Jean Blosset, chevalier, seigneur de Carrouges, grand sénéchal de Normandie, et de Marguerite de Derval. Étienne est l'oncle du cardinal Jean Le Veneur.
Étienne est chanoine de Lisieux, archidiacre d'Auge dans cette église, abbé de Caunes, prieur de Sainte-Barbe-en-Auge et abbé de Cormeilles.
Il est élu évêque de Nîmes en 1481 et est transféré au siège de Lisieux en 1482. 
En 1484 il obtient une bulle qui lui permet de conserver, quoique évêque, le canonicat dont il est pourvu dans l'Église de Paris. En 1494 Étienne charge le fabricier de sa cathédrale de recueillir des aumônes pour la réparation de cet édifice. Il approuve en 1497 l'établissement des frères-prêcheurs à Pont-Audemer.

## Source
- H. Fisquet, La France pontificale